# Весенние надежды
«Весенние надежды» (англ. Hope Springs) — американский художественный фильм, трагикомедия режиссёра Дэвида Френкеля. Премьера фильма состоялась 6 августа 2012 года в Нью-Йорке. В главных ролях задействованы Мерил Стрип и Томми Ли Джонс.

## Сюжет
Кэй (Мерил Стрип) и Арнольд (Томми Ли Джонс) Соумсы в браке уже 31 год. Они оба чувствуют, что их отношения уже не те, что прежде. Решив посетить семейного психолога Берни Фелда (Стив Карелл), пара сталкивается с неординарным подходом доктора к решению проблемы. 

## В ролях
| Актёр          | Роль              |
| -------------- | ----------------- |
| Мерил Стрип    | Кэй Соумс         |
| Томми Ли Джонс | Арнольд Соумс     |
| Стив Карелл    | доктор Берни Фелд |
| Марин Айрленд  | Молли             |
| Сьюзан Миснер  | Дана Фелд         |
| Бен Раппапорт  | Хэнк              |

## Создание
Разработка фильма была анонсирована летом 2010 года, на главные роли тогда рассматривались Мерил Стрип и Джефф Бриджес. Кресло режиссёра должен был занять Майк Николс. Бриджес вскоре покинул состав съёмочной группы, а Джеймс Гандольфини и Филип Сеймур Хоффман вели переговоры насчёт участия в фильме.
В феврале 2011 года Майка Николса заменил режиссёр Дэвид Френкель, ранее работавший со Стрип в фильме «Дьявол носит Prada». В том же месяце комик Стив Карелл официально подтвердил участие в фильме, а Томми Ли Джонс занял место Джеффа Бриджеса. Съёмки фильма заняли один месяц (сентябрь 2011) и проходили в штате Коннектикут: посёлке Мистик и городах Стонингтон, Норуолк и Дарьен.

## Прокат
Фильм вышел в прокат в Канаде и США 8 августа 2012 года, в Аргентине, Сингапуре и Чехии — 13 сентября 2012 года, в России — 13 декабря 2012 года, в Мексике — 22 февраля 2013 года.